# جانيت نولان
جانيت نولان (بالإنجليزية: Jeanette Nolan)‏ هي ممثلة أمريكية، ولدت في 30 ديسمبر 1911 بلوس أنجلوس في الولايات المتحدة، وتوفيت بنفس المكان في 5 يونيو 1998 بسبب سكتة. بدأت مشوارها المهني سنة 1932.

## أعمال

### أفلام
- (1948) ماكبث
- (1952) الزمن السعيد
- (1960) سايكو
- (1962) الرجل الذي أطلق النار على ليبرتي فالنس
- (1977) المنقذون[5][6][7][8][9]
- (1981) الثعلب والكلب[10][11][12][13]
- (1998) هامس الخيل[14]

### مسلسلات
- الرجل الأخضر الخارق
- ذا والتونز

## وصلات خارجية
- جانيت نولان على موقع IMDb (الإنجليزية)
- جانيت نولان على موقع ألو سيني (الفرنسية)
- جانيت نولان على موقع ميوزك برينز (الإنجليزية)
- جانيت نولان على موقع أول موفي (الإنجليزية)
- جانيت نولان على موقع قاعدة بيانات برودواي على الإنترنت (الإنجليزية)
- جانيت نولان على موقع قاعدة بيانات الأفلام السويدية (السويدية)
- جانيت نولان على موقع إن إن دي بي (الإنجليزية)
- جانيت نولان على موقع ديسكوغز (الإنجليزية)
- جانيت نولان على موقع قاعدة بيانات الفيلم (الإنجليزية)
- جانيت نولان على موقع كينوبويسك (الروسية)